# آثار و گفتار عبدالبهاء

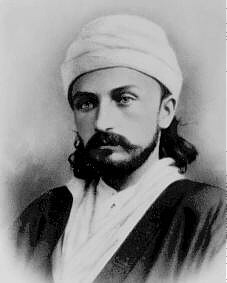
عبدالبهاء در جوانی

عبدالبهاء عباس پسر ارشد بهاءالله در زمان حیات وی نقش خود را به عنوان نماینده بالفعل او اجراء کرد؛ و سپس به وصیت پدر، به عنوان مرکز عهد و میثاق (به عنوان جانشین خود و مرجع آئین بهائی) و تبیین کننده و مُفسر رسمی آثارش تعیین شد. او به درخواست بهاءالله از نوجوانی به مکاتبه با آشنایان و محققان پرداخت و تا پایان عمر تا حد زیادی از طریق آثار ادبی و خطابه به انجام وظایف خود پرداخت. علاوه بر تشریح آثار بهاءالله و متون برخی از کتب مقدسه قبل، رابطه آنها را نیز با ظهور بهاءالله روشن ساخت. بهائیان معتقدند عبدالبهاء از طریق تحریر نامه‌های عمومی معروف به الواح، مکاتیب و تفسیرهای مختلف موضوعی، توانائی بالقوهٔ تعالیم بهاءالله را برای التیام آلام بشری آشکار کرد و از یکپارچگی آئین وی حفاظت نمود. او نظم نوین جهانی بهاءالله را طراحی کرد و برنامه‌هایی برای گسترش پیام بهاءالله ارائه داد. همزمان با آن‌ها، به مکاتبه‌های پیوسته خود با بهائیان و غیر بهائیان در سراسر جهان ادامه داد. از ویژگی‌های بسیاری از این آثار، دعاهای متعالی و نشاط آوری هستند که برای مخاطبان و عزیزانشان، و اجتماع‌هایشان یا برای تمام جامعه بشری نوشت. آثار ادبی عبدالبهاء و سخنان ثبت شده او، حوزه‌های گوناگونی را در برمی‌گیرند که می‌توان به عرفان؛ فلسفه؛ شعر؛ اندیشه سیاسی اجتماعی؛ پرسش‌های اجتماعی، علمی و سیاسی قرن نوزدهم و اوایل قرن بیستم؛ تاریخ ایران، ادیان و جهان؛ ادبیات مذهبی، و تفاسیری بر کتاب مقدس، قرآن و حدیث اشاره کرد. آثار عبدالبهاء تا حد زیادی برای فارسی زبانان ناشناخته مانده‌است. ده‌ها جلد کتاب و هزاران نامه به زبانهای فارسی، عربی و اندکی به زبان ترکی از عبدالبهاء به جای مانده‌است. تعداد آثار عبدالبهاء حدوداً به ۲۷۰۰۰ اثر می‌رسد. اولین اثر عرفانی که از عبدالبهاء شناخته شده، تفسیر حدیث «کُنتُ کنزاً مخفیاً» است که در نوجوانی (سالهای ۱۴–۱۹سالگی) به دستور بهاءالله نوشت. او همچنین در دوران حیات بهاءالله، به درخواست وی کتاب‌های «رساله مدنیه»، و «رساله شخصی سیاح» را در سال ۱۸۸۶ میلادی تحریر نمود. عبدالبهاء بیشتر آثارش را در زمانی که رهبری جامعه بهائی را، بعد از درگذشت بهاءالله، برعهده داشت (۱۸۹۲–۱۹۲۱) نوشت.
سخنرایی‌های عبدالبهاء در اروپا، ایالات متحده و کانادا بخش مهمی از آثار وی را تشکیل می‌دهند. در این سخنرانیها عبدالبهاء برای اولین بار آموزه‌های بهاءالله را به صورت منظم و اصولی تشریح و تبین کرد. بعضی از این آموزه‌ها عبارتند از بررسی مستقل حقیقت (تحری حقیقت، نقطه مقابل تقلید کورکورانه)؛ وحدت نوع بشر؛ دین باید سبب الفت و محبت شود، در غیر این صورت نبود دین بهتر است؛ دین و علم مکمل یکدیگر هستند؛ تعصب‌های مذهبی، نژادی، سیاسی و ناسیونالیستی مخرب جامعه بشری‌اند؛ برابری حقوق همه انسانها؛ توزیع عادلانه‌تر ثروت (تعدیل معیشت) به گونه‌ای که هیچ‌کس نیازمند نباشد؛ صلح جهانی از طریق تأسیس یک دادگاه بین‌المللی برای حل و فصل اختلاف ها؛ جدایی دین از سیاست؛ آموزش و پیشرفت زنان و آموزش فضایل روحانی و اخلاق معنوی برای پیشرفت و تکمیل تمدن مادی.

### شیوهٔ نگارش
عبدالبهاء عباس که از ۹ سالگی در معیت بهاءالله و خانواده اش از ایران به عراق عثمانی سُرگون گردید، امور زندگی را به زبان‌های فارسی، عربی و ترکی انجام می‌داد. دو زبان اصلی عبدالبهاء، فارسی و عربی، میراث ادبی بسیار توسعه یافته‌ای دارند. امین بنانی، محقق برجسته ایران‌شناسی و از صاحب نظران ادبیات فارسی، شیوه نگارش عبدالبهاء را در این زبان‌ها به عنوان «شیوه ظاهری الهام و ابراز آن» که «سرچشمه آن وحی بهاءالله» است یاد می‌کند. بنانی با تمرکز بر هماهنگی فرم ظاهری و محتوا در نوشته‌های عبدالبهاء، اضافه می‌کند: فرم و ظاهر در نوشته‌های عبدالبهاء ناظر به محتوای مطلب است. او از تصاویر شاعرانه و طیف وسیعی از صنایع بلاغی و ادبی از جمله استعاره، تشبیه، نمادها، تمثیلها، واج‌آراییها، هم آوایی‌ها، و ناهم‌آوایی‌ها استفاده می‌کند تا ذهن خواننده را با تجزیهٔ همان واقعیت از طریق سطوح مختلف ادراک، شناخت، و شهود بازتر کند. استفاده گسترده عبدالبهاء از فن ادبی معروف به سجع (نثر قافیه دار) برای معرفی قافیه و ریتم در نثر فارسی آرامش منبعث از ساختار به نوشته‌های او بخشیده و به خاطر سپردن آنها را آسان کرده‌است. تصاویر، به ویژه آنهایی که مربوط به جهان طبیعت، اساطیر، و داستان‌های مذهبی هستند در نثر او به فراوانی دیده می‌شود. شاپور راسخ، یکی دیگر از متخصصان ادبیات فارسی، در مورد تازگی، نوآوری و قدرت نثر عبدالبهاء، معتقد است که نوشته‌های او، همراه با نوشته‌های بهاءالله، فصل جدیدی در ادبیات فارسی می‌گشاید. هر مفهومی که در نوشته‌ها و سخنان عبدالبهاء دیده می‌شود ریشه در نوشته‌های بهاءالله دارد. بیشتر تشبیهات، تمثیلها و استعارههایی که او به کار گرفته در نوشته‌های بهاءالله یافت می‌شود. بهاءالله به عنوان مظهر الهی، پیام و تعالیم خود را به زبانی مختصر و به صورت کلی مرقوم داشته و گاه فقط یک جمله از یک نوشتار بسیار طولانی‌تر را به بیان تعالیم خاص اخلاقی، اجتماعی و فقهی اختصاص داده‌است. بهاءالله توضیح و تشریح این گزاره‌های مختصر و کلّی را به عبدالبهاء، تبیین کننده و مُفّسِر رسمی آثار خود واگذار کرد، بدون اینکه هیچ آموزه یا اصولی را که دست‌کم به شکل فشرده از آثار بهاءالله سرچشمه نمی‌گیرد، به آن‌ها بیافزاید. علاوه بر این، نوشته‌های عبدالبهاء مملو از مصادیق مابین مَتنی، به ویژه با ارجاع‌های قرآنی است. در واقع، بیشتر نوشته‌های او با توجه به مطالب قرآنی یا به نوعی اشاره به آن است. یکی دیگر از ویژگی‌های نوشته‌های او استفاده مکرر از اشعار، قصه‌ها، تمثیلها و تشبیهات است.

## ۱۸۶۳–۱۸۹۲: تحریر به درخواست بهاءالله
احتمالاً اولین نوشتهٔ تاریخی عبدالبهاء نامه ای است که او در سنّ کمتر از نوزده، در هنگام اقامت ۱۲ روزهٔ بهاءالله در باغ نجیب پاشا (رضوان)، قبل از حرکت از بغداد به قسطنطنیه (استانبول)، به خویشاوندی در مازندران نوشت. او در این نامه به فشارهای سه سالهٔ دولت ایران به دولت عثمانی برای بازگشت بهاءالله به ایران اشاره می‌کند. و اینکه در اثر بی‌توجهی عثمانی به این فشارها، ایران تقاضای تبعید او را به نقاطی دور از مرزهای ایران کرده‌است. شوقی افندی در صفحهٔ ۱۵۰ گاد پاسزبای (۱۹۵۰)، به این نامه اشاره می‌کند. عبدالبهاء حدود سی سال (۱۸۶۳–۱۸۹۲) به دستور بهاءالله آثار دیگری مانند تفسیر چند سوره و آیات قرآنی، تعدادی از احادیث، دو آیه از قیوم‌الاسماء اثر سید باب، و دو اثر دیگر به نامهای «رساله مدنیّه» و «مقاله شخصی سیاح» را قلم زده‌است. تفسیرهای عبدالبهاء بر متون مقدس سایر ادیان نه تنها انعکاس یکی از تعالیم اساسی بهاءالله یعنی وحدت ادیان است، بلکه در پی کشف معانی پنهان در این متون، و ارتباط آن‌ها با الهامات بهاءالله نیز می‌باشد. این تفاسیر همچنین نشان دهندهٔ درک عمیق عبدالبهاء از مباحث مختلف در ادیان گذشته، و ارتباط آن متون با مطالب مورد نظر و توجه به پرسش‌های افراد است.

### کنت کنزاً مخفیاً (کنز مخفی)
اولین تفسیر مهم به قلم عبدالبهاء تفسیر «حدیث کنت کنزاً مخفیاً» است که در نوجوانی به جهت علی شوکت پاشا نوشته‌است. عبدالبهاء بیان می‌دارد که این تفسیر را در «اوایل جوانی» (صباوت) نوشته‌است. ابوالفضایل گلپایگانی (متوفی ۱۹۱۴) نگارش این تفسیر را توسط عبدالبهاء در «سن نوزده سالگی» و شوقی افندی آن را در ایام صباوت عبدالبهاء دانسته‌است. تفسیر عبدالبهاء بر چند واژه کلیدی در حدیث قدسیِ «من گنجی پنهان بودم، دوست داشتم شناخته شوم، پس عالم وجود را آفریدم تا مرا بشناسد.» تأکید دارد. چهار واژه یا عبارتی که عبدالبهاء برای تفسیر این حدیث برگزیده عبارتند از: «کنز مخفی»، «مقامات و مراتب محبت»، «مقام خلقت و امثال آن» و «معرفت». می‌توان حدس زد که علی شوکت پاشا یک صوفی و از ستایشگران نوشته‌های ابن عربی بوده‌است؛ زیرا تفسیر عبدالبهاء مملو از اشاراتی به مضامین موجود در آثار آن عارف و فیلسوف مشهور مسلمان است. در آن زمان عبدالبهاء اغلب به مساجد می‌رفت و با علما و دانشمندان در بارهٔ مسائل علمی و الهیاتی به گفتگو می‌پرداخت. تفسیر «گنج پنهان» دارای چند لایه است. عبدالبهاء در یک سطح، رویکردهای مختلف صوفیانه را به جهت فهم عبارات و مفاهیم موجود در حدیث تشریح می‌کند، اما در سطوح عمیق‌تر، از اصطلاحات آشنای عرفانی و فلسفی استفاده می‌کند تا به آنها ابعاد و مفاهیم جدیدی اضافه کند و اندیشه‌های بهائی به ویژه مفهوم مظهرظهورالهی را معرفی کند. او از این طریق توانسته تضادهای بنیادینی که در بین عرفا موجود است را نیز حل نماید. از این رو، این تفسیر به عنوان یکی از مهم‌ترین متون فلسفی در آثار بهائی تلقی می‌شود. همچنین این اثر تنها تفسیر عبدالبهاء به فارسی است.

### رسالهٔ مدنیه
بهاءالله در سال ۱۸۷۵ از عبدالبهاء که در آن زمان سی و یک سال داشت، خواست که چند صفحه در بارهٔ 
 ویرانی عالم و بازسازی آن بنویسد تا جزم‌اندیشان دست از تعصب بردارند و به پیام الهی گوش فرا دهند. حاصل کار کتابی شد که به «رساله مدنیه» شهرت یافت و اولین بار در سال ۱۸۸۲ در بمبئی، هند، و مجدداً در سال ۱۹۱۱ در مصر به چاپ رسید. شوقی افندی کتاب را «سهم برجسته عبدالبهاء در سازماندهی مجدد جهان» می‌داند. رساله مدنیه اثری چندلایه و چند وجهی است که برای مطالعه در زمینه‌های گوناگون از جمله مطالعات ادبی، تاریخی، مذهبی، فلسفی و اجتماعی-سیاسی قابل استفاده می‌باشد. عبدالبهاء تصمیم گرفت که کتاب را به صورت ناشناس بنویسد، تا واضح و مبرهن گردد که مقصدی جز خیر کل نداشته، و احتمالاً شاید امکان خواندنش را هم در بین مردم افزایش دهد. عبدالبهاء در نگارش رسالهٔ مدنیه پیام خود را در چارچوبی از روند اصلاحات و نوسازی در ایران ارائه داد که توسط میرزا حسین خان مشیرالدوله دولتمرد اصلاح‌گر آغاز شده و به تصویب ناصرالدین شاه رسیده بود. این در حالی بود که در سال ۱۸۷۵، روند اصلاحات با برکناری مشیرالدوله از سمت نخست‌وزیری توسط شاه در پی مخالفت‌های برخی از روحانیون شیعه و شاهزادگان قاجار، متوقف شده بود. به گفتهٔ نادر سعیدی، جامعه‌شناس، رساله مدنیه به طرح رویکردی جدید به مدرنیته و خردگرائی می‌پردازد که علم و ارزش‌های معنوی را در بستر رویکرد تاریخی و جهانی به مسئله فرهنگ و جامعه با هم هماهنگ می‌کند. عبدالبهاء تصریح می‌کند که مدرنیته اصیل بدون ترکیب ابعاد مادی با ابعاد معنوی یا اصول اخلاقی تمدن امکان‌پذیر نیست با این حال سعیدی تأکید می‌کند که پیام این کتاب به مراتب کلی‌تر و جهانی‌تر از محیط معاصر آن است. مؤمن، مورخ، در راستای پیام کلی‌تر کتاب بیان می‌دارد که عبدالبهاء مثال‌هایی متعدد از تاریخ ذکر می‌کند که در آن یک گرایش دینی جدید (مانند پیام مسیح یا رسالت محمد) توانسته‌است تمدن‌هایی رو به زوال و دچار خمودت را احیاء کرده و به مقامی والا برساند. او با بیان این مثال‌ها می‌خواهد به صورت غیر مستقیم نتیجه بگیرد که تنها یک گرایش دینی جدید (از نظر عبدالبهاء همان دینی که پدرش تأسیس کرده‌است) می‌تواند باعث احیای جهان اسلام شود.
تفاوتهای بنیادینی بین آموزه‌های بهاءالله و عبدالبهاء (مانند آنچه در رساله مدنیه آمده) با گفتمان‌های اصلاحات رایج آن زمان وجود داشت. رویکرد اصلاح‌طلبان در ایران و امپراتوری عثمانی یا در چارچوب نوگرایی یا احیاگرایی اسلامی قرار می‌گرفت یا در چارچوب مدرنیته و ملی‌گرایی سکولار (مانند جنبش ترکان جوان). اصلاحات بهاءالله و عبدالبهاء اما فرا اسلامی و جهان‌شمول بود که علاوه بر دستاوردهای مدرنیته بر احیای ارزش‌های اخلاقی از طریق دیانتی جدید تأکید می‌کرد. همچنین بسیاری از اصولی که رهبران بهائی از آن سخن می‌گفتند در گفتمانهای اصلاح‌طلبان آن زمان دیده نمی‌شود. بهاءالله و عبدالبهاء از نخستین کسانی بودند که با نگارش آثاری به زبان فارسی، خواهان دموکراسی و اصلاحات اجتماعی شده بودند. عبدالبهاء در رساله مدنیه از انتخاب نمایندگان مجالس و شوراها توسط مردم حمایت کرد و خواهان گسترش آموزش و پرورش مدرن در سراسر کشور و تعلیم علوم و هنرها، ایجاد یک نظام حقوقی واحد، برابری حقوقی، تأمین مالکیت خصوصی، رفع فساد دیوان‌سالاری دولتی، و منظم‌ساختن رویه‌های آشفته در دادگاه‌های ایران شد. او یک دهه بعد در سال ۱۸۸۶ دولت را به تضمین آزادی عقیده افراد فراخواند. در آثار اکثر اصلاح‌طلبانِ سکولار آن زمان خبری از بسیاری از این مسائل نبود.

### مقالهٔ شخصی سیاح
عبدالبهاء کتاب «مقالهٔ شخصی سیاح» را به صورت ناشناس نوشت و منتشر کرد. او این کتاب را «تاریخ صحیح و مختصر» دین جدید نامید و در قالب یک سفرنامه که در قرون هیجده و نوزده مرسوم بود، از جانب مسافری بی‌طرف در دیدار از ایران به رشته تحریر درآورد. این متنِ نسبتاً کوتاه که کمی بیش از ۲۵۰۰۰ کلمه دارد، شامل تحلیلی از وقایع اصلی دورهٔ سید باب و اعلان امر بهاءالله پس از اوست. سرنخ‌های تاریخی در کتاب نشان می‌دهد که کتاب حدوداً بین سال‌های ۱۸۸۶ و ۱۸۹۰ نوشته شده‌است. متون «مقالهٔ شخصی سیاح» نشان دهندهٔ سیر طبیعی دوران سید باب، ظهور موعود او (یعنی بهاءالله) و وقایع پس از آن است. این مقالهٔ تاریخی دقیق و مختصر در واقع هویت دیانت بهائی را مشخص می‌کند و رابطه ظریف بین تاریخ‌نگاری و عمل تفسیر را منعکس می‌سازد. عبدالبهاء در این اثر دیدگاه‌های خویش را در موضوعات مختلف - از فلسفی روان‌شناختی گرفته تا سیاسی اجتماعی - ضمن روایت وقایع تاریخی بیان می‌کند. به عنوان مثال نظرات او در مورد سطح تسلط انسان‌ها بر ذهنشان، و ارتباط میان قدرت یک دولت، و میزان برخورداری مردم از حق آزادی عقیده قابل توجه است. ای.جی. براون (درگذشت ۱۹۲۶)، ایرانشناس انگلیسی، در سال ۱۸۹۰ هنگام ملاقات با بهاءالله در عکا، نسخه ای از این کتاب را به خط زین المقربین دریافت نمود. سال بعد، انتشارات دانشگاه کمبریج ترجمهٔ مشروح براون را به انگلیسی به همراه زبان اصلی چاپ کرد. نسخهٔ کاملتر کتاب به خط مشکین قلم، خطاط هنرمند، در دسامبر ۱۸۹۰ در بمبئی منتشر شده بود. به گفتهٔ بهمردی همین نسخه دوبار در سالهای ۱۹۳۲ و ۱۹۶۲ تجدید چاپ شد.

### لوح ناصرالدین شاه
عبدالبهاء در سال ۱۸۹۰ (۱۳۰۸ قمری)، در نامه ای به ناصرالدین شاه توضیح داد که برخلاف شایعات جاری، پیروان بهاءالله هیچ گونه همکاری با سید جمال الدین افغانی (متوفی ۱۸۹۷) نداشته و ندارند، بهائیان تابع حکومت‌اند و از خشونت پرهیز می‌کنند. اصالت این نامه توسط دارالتحقیق بیت العدل اعظم در سال ۲۰۱۴ تأیید شده‌است. عبدالبهاء دوسال بعد به عنوان مرجع جامعه بهائی اثری طولانی‌تر در مورد این موضوع به رشته تحریر درآورد.

### لوح خراسان
چند هفته قبل از درگذشت بهاءالله در ۱۸۹۲م، عبدالبهاء یک لوح شیوا به زبان عربی که به «لوح خراسان» شناخته می‌شود به دستور بهاءالله تحریر و به بهائیان مصیبت زده خراسان ارسال نمود. در این لوح ضمن ارسال درود بهاءالله به بهائیان آن سامان، عبدالبهاء آنان را تحسین، و تشویق به استقامت در تحمل امتحانات در راه حق کرد، و نوید پیروزی نهائی حق را به آنان داد.

## ۱۸۹۲–۱۹۱۰: صیانت آئین بهائی و حفظ وحدت آن
از زمان درگذشت بهاءالله تا سپتامبر ۱۹۱۰، زمانی که عبدالبهاء سفرهای خود را به اروپا، ایالات متحده و کانادا آغاز کرد، و به ویژه تا زمان آزادی از حبس در سال ۱۹۰۸، موضوع اصلی نوشته‌های او عهد و میثاق و حفظ و صیانت جامعه بهائی بود. عبدالبهاء در همان سال اول رهبری، مجبور شد جامعه نوپای بهائی را راهنمایی کند که چگونه در زمان آشفتگی سیاسی در مواجهه با اختلافات سیاسی رفتار کنند. او برای چندین سال مجبور بود با مخالفت‌های برادر ناتنی خود و سوء ظن دولت عثمانی، که ناشی از دسیسه‌های برادر ناتنی وی بود، مقابله کند. این دسائس منجر به هشت سال حبس از سال ۱۹۰۱ تا ۱۹۰۸ و حتی تهدیدهایی جانی شد. این عوامل زمینه را برای نوشته‌های اصلی او در این دوره فراهم کرد. در تمام این مدت، او در مکاتبه مستمر با بهائیان بود.

### رسالهٔ سیاسیه
یکی دو سال آخر حیات بهاءالله (درگذشت ۱۸۹۲) مصادف با ظهور فعالیت‌های مخفی سیاسی با شرکت برخی از پیروان معروف میرزا یحیی، برادر ناتنی بهاءالله، در ایران بود. اعطای امتیاز تولید، فروش، و صادرات تنباکوی ایران توسط شاه به یک سرگرد انگلیسی، سبب اعتراض گروه‌هایی از طبقه‌های مختلف اجتماع شد و انقلابی سیاسی را در سال ۱۸۹۰ در پی داشت. شاه در سال ۱۸۹۲ مجبور به لغو این امتیاز شد. آشفتگی‌های سیاسی اما همچنان در استان‌های ایران، معمولاً به رهبری علماء، ادامه یافت. در چنین موقعیتی بود که عبدالبهاء، مرجع جدید جامعه بهائی، در سال ۱۸۹۲/۳ کتاب «رساله سیاسیه» را برای روشنگری موضع بهائیان در عدم دخالت در سیاست نوشت و در بمبئی، هندوستان به چاپ رساند. بهائیان ایران آن را بین هموطنان خود، به ویژه مراجع حکومتی، به‌طور گسترده توزیع کردند. یکی از بهائیان برجسته نیز مأمور ارسال نسخه‌ای به شاه شد. متن کتاب حاوی رهنمودهای کلی در مورد روابط بین حکومت و ملّت، هشدار به نتایج ناگوار مداخله علماء در سیاست، جدائی عرصهٔ فعالیت‌های دین و دولت؛ و دفاع از بهائیان در مقابل تهمت‌های ناروای روحانیون در سال‌های متوالی است. «رسالهٔ سیاسیه» همچنین شامل رهنمودهایی برای بهائیان در مواجهه با آشفتگی‌های سیاسی؛ اعلان قانون‌مداری بهائیان و عدم خشونت ورزی آنان می‌باشد. عبدالبهاء در آن سال لازم دانست که توجه حکومت را به «رسالهٔ سیاسیه» جلب کند. او با نقل قول مستقیم از حکم بهاءالله در بارهٔ اطاعت از حکومت در «رسالهٔ سیاسیه» به آنان اطمینان داد که قصد دارد همان رسم و روش بهاءالله را ادامه دهد.

### الواح وصایا

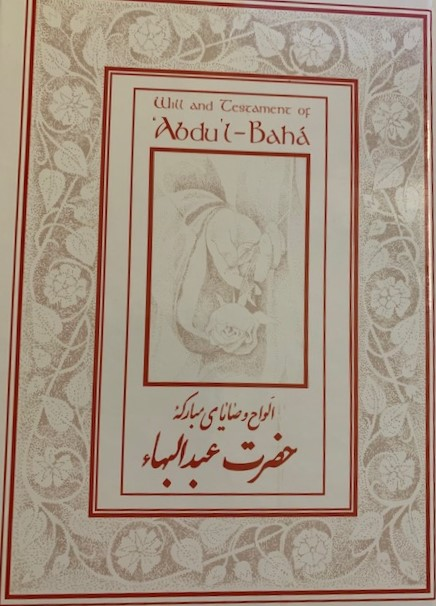
جلد کتاب «الواح وصایا» - عبدالبهاء

مهم‌ترین اثر نوشتاری عبدالبهاء وصیت نامه او، الواح وصایا است که به دست خط وی در سه زمان بین سال‌های ۱۹۰۱–۱۹۰۸ نوشته شده‌است. قسمت اول احتمالاً در اواخر سال ۱۹۰۵ یا اوایل سال ۱۹۰۶ و بخش دوم و سوم حدوداً در سال ۱۹۰۷ نوشته شدند. عبدالبهاء در این سند نهادهایی را برای حفظ اتحاد و یکپارچگی دین بهائی معین می‌کند و طرح نظم اداری آن را مشخص می‌سازد، شوقی افندی را ولی امرالله و جانشین عبدالبهاء معرفی می‌کند و دستوراتی در مورد انتخاب بیت العدل اعظم ارائه می‌دهد. شوقی افندی این سند را «بزرگ‌ترین میراث عبدالبهاء برای آیندگان»، «روشن‌ترین تراوش ذهن او»، «منشور تمدن جهانی آینده»، «منشور نظم نوین جهانی بهاءالله» و در برخی از ویژگی‌هایش مکمل کتاب اقدس، اُمُ الکتاب نظم بهاءالله می‌داند.

### مفاوضات عبدالبهاء
«النورالابهی فی مفاوضات عبدالبهاء» عنوان اصلی کتابی است به فارسی که بعدها با نام «مفاوضات عبدالبهاء —گفتگو بر سر نهار» شناخته شد. این کتاب شامل توضیحات عبدالبهاء به سؤال‌های یک بهائی جوان آمریکایی، به نام لورا کلیفورد بارنی، (متوفی ۱۹۷۴) است. این جوان تیزهوش با حقایق اساسی دینی و افکار علمی اثرگذار آن زمان آشنائی داشت. او در عکا در سال‌های دشوار بین ۱۹۰۴ و ۱۹۰۶، اول به کمک مترجم و سپس با تسلط بیشترش به زبان فارسی، سؤال‌های خود را برای عبدالبهاء مطرح می‌کرد.

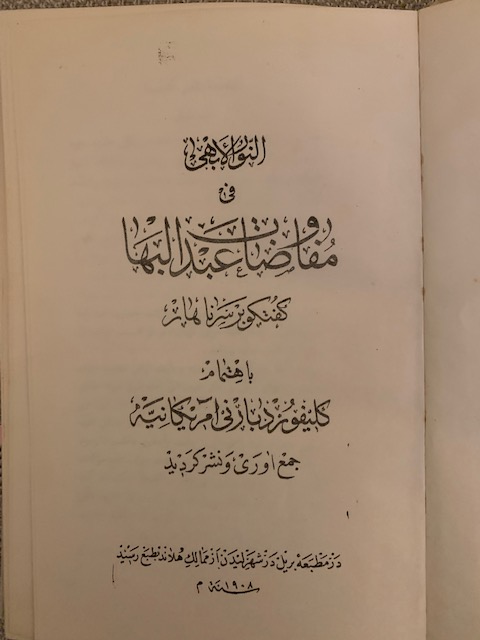
مفاوضات عبدالبهاء - گفتگو بر سر نهار

تنها فرصت پاسخگویی به سؤالاتش هنگام صرف ناهار بود. این گفتگوها طیف وسیعی از نکات فلسفی، دینی، علمی و مسائل اجتماعی را پوشش می‌دهد. علاوه بر تشریح و تبیین اصول روحانی آئین بهائی، کتاب موضوعات متنوعی از جمله وحدت مقام مظاهر الهی (پیامبران) و تَجّلی خداوند در ایشان، تاریخ ادیان، توضیح مفاهیم بنیادین آئین مسیح، و موضوعات جدید آن زمان مانند نظریه تکامل و اعتصابات کارگری را از منظر آموزه‌های بهائی بیان می‌دارد. هر دو متن، فارسی و ترجمه انگلیسی، در زمان پاسخ گوئی ثبت و به تأیید عبدالبهاء رسیدند. با تصویب عبدالبهاء، بارنی موفق شد متن اصلی فارسی و ترجمه انگلیسی کتاب را در سال ۱۹۰۸ منتشر سازد. چاپ دوم آن با افزودن فصلی دربارهٔ اعتصابات کارگری، در سال ۱۹۱۸ به زبان انگلیسی و در سال ۱۹۲۰ با برخی اصلاحات املائی به زبان فارسی منتشر شد. ترجمه انگلیسی آن چندین بار در ایالات متحده انتشار یافت. در ۲۸ آوریل ۱۹۰۹، روزنامهٔ واشینگتن هرالد مقاله ای در معرفی «مفاوضات عبدالبهاء» به چاپ رساند. مرکز جهانی بهائی ترجمه انگلیسی آن را در سال ۲۰۱۴ منتشر نمود. تا پایان قرن اول بهائی (۱۸۴۴–۱۹۴۴)، این کتاب به شش زبان مختلف ترجمه شد.

### دو لوح هزار بیتی
دو لوح از الواح عبدالبهاء به دلیل طولانی بودن به الواح هزار بیتی معروفند. این دو لوح در مورد مسائل مربوط به نقش عبدالبهاء به عنوان مرکز عهد و میثاق بهاءالله و مفسر رسمی آثار او نوشته شده‌اند. این الواح دسیسه‌های محمدعلی و یارانش را، به جهت نفی مرجعیت عبدالبهاء، افشاء می‌کنند. لوح اول خطاب به میرزا ابوالفضل گلپایگانی است و در سال ۸–۱۸۹۷ نوشته شده و لوح دوم خطاب به جلیل مسگر خوئی است و در سال ۱۸۹۸ نوشته شده‌است.

### الواح مربوط به انقلاب مشروطه ایران
عبدالبهاء علاوه بر رسیدگی به مشکلات پیرامون خود در فلسطین در دهه اول قرن بیستم، همچنین باید جامعه بهائی ایران را در طی سال‌های پر فراز و نشیب انقلاب مشروطه ایران (۱۹۰۵–۱۹۱۱) هدایت می‌کرد. عبدالبهاء این مسئولیت را با نامه‌نگاری‌های مستمر با محفل روحانی تهران، ایادی امرالله، و افراد بهائی به انجام رساند. به گفته یکی از معاصران، او تنها در یک سال و نیم اول انقلاب مشروطه بین ۱۹۰ تا ۲۰۰ لوح در این زمینه منتشر کرد. او در این الواح، با الهام از تعالیم بهاءالله، از دموکراسی پارلمانی به نحوی که سی سال قبل در رسالهٔ مدنیه خود قید کرده بود، دفاع کرد. با این حال، اگرچه او مشروطیت را لازمه عصر می‌دانست، اما از اقدامات تهاجمی و خشونت‌آمیزی که برای دستیابی به آن از سوی طرفداران آن انجام می‌شد، حمایت نمی‌کرد. وی تأکید داشت که رستگاری حاصل نمی‌شود مگر اینکه دولت و ملت مثل «شیر و شکر» در هم آمیخته شوند. او به هر دو طرف پیام فرستاد، و بهائیان را راهنمایی کرد تا این دو را آشتی دهند و اگر نتوانستند خود را کنار بکشند.
بهائیان در جلب افکار عمومی به اصلاحات اجتماعی پیشگام بودند. در مقایسه با اصلاح‌طلبان سکولار، بهائیان این آرا را به شیوه‌ای بومی و از نظر فرهنگی همدلانه‌تر رواج می‌دادند. در حالی که آرا و حتی کلمات اصلاح‌طلبان سکولار برای اکثر ایرانیان قابل فهم نبود، آثار بهاءالله و عبدالبهاء مبتنی بر مفاهیم و واژگان بومی موجود بود و در نتیجه گفتمان آنها آشناتر، فهمیدنی‌تر، و بنابراین پذیرفتنی‌تر بود. در سالهای منتهی به انقلاب مشروطه و طی این انقلاب (۱۹۰۹–۱۸۹۵)، نه تنها گفتمان بهائی مربوط به مشروطه‌خواهی و اصلاحات اجتماعی تثبیت شده بود بلکه بهائیان همچنین سرگرم اجرای این اصلاحات در جوامع خود در شهرهای عمده و بسیاری از نواحی روستایی ایران بودند. آنها برای ادارهٔ امور خود در حال گذار از نظام سنتی رهبری به نظام مبتنی بر شوراهایی بودند که به‌طور دموکراتیک انتخاب می‌شدند. در سال ۱۸۷، بهاءالله خواهان تشکیل محفل محلی در هر محل شده بود. بهائیان ایران شوراهای گوناگونی را تشکیل دادند و در نخستین سال‌های قرن بیستم، شوراهای بهائی در همهٔ جوامع بزرگ بهائی تأسیس شدند. بهائیان همچنین در خط مقدم تأسیس مدارس منطبق با اصول تعلیم و تربیت و برنامهٔ درسی مدرن بودند. نخستین مدرسهٔ پسرانهٔ بهائی مدرن در سال ۱۹۰۰ در تهران تأسیس شد و به تدریج شبکه‌ای از هشتاد مدرسهٔ مدرن در شهرها و روستاهایی که جامعهٔ بهائی داشت، به وجود آمد. بهائیان طلایه‌دار ترویج فعالیت زنان در عرصه‌های اجتماعی هم بودند. هر جا مدرسهٔ پسرانه‌ای تأسیس می‌شد، مدرسهٔ دخترانه هم گشایش می‌یافت. «محفل ترقی نسوان» در سال ۱۹۰۹ تأسیس شد و کلاس‌های سوادآموزی، آموزش سخنوری، معلومات عمومی، و معارف بهائی برای زنان برگزار گردید.

### لوح دو ندای فلاح و نجاح (معروف به لوح شرق و غرب)
در پی تغییرات سیاسی در امپراتوری عثمانی، عبدالبهاء در سال ۱۹۰۸ لوح «دو ندای فلاح و نجاح» را نوشت. با آزادی از حبس و کاهش بحران‌های ناقضین، او توانست بیشتر وقت خود را به تبیین پیام جهانی بهاءالله اختصاص دهد. گفتمان او در این لوح بر لزوم تقارن تمدن مادی و معنوی تأکید دارد. ترجمه انگلیسی این لوح در کتاب «منتخباتی از مکاتیب عبدالبهاء» موجود است. اصل این لوح در مکاتیب عبدالبهاء جلد ۱، صفحهٔ ۱۹۲ قابل دسترسی است. در سال‌های بعد، عبدالبهاء در سفرهای خود به غرب، به تفسیر پیام جهانی و آموزه‌های اجتماعی بهاءالله ادامه داد.

## تشریح اصول تعالیم بهاءالله در غرب (۱۹۱۰–۱۹۱۳)

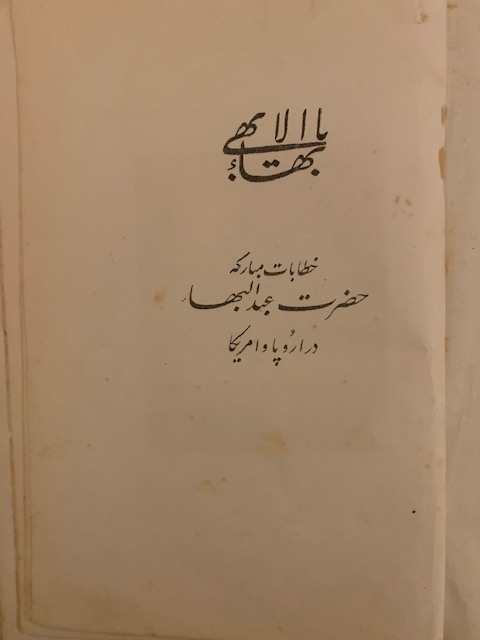
صفحهٔ عنوان کتاب خطابات عبدالبهاء در اروپا و آمریکا

عبدالبهاء در سفرهای خود به غرب، پیام جهانی و آموزه‌های اجتماعی بهاءالله را مفصلاً شرح داد. او برای رساندن پیام صلح جهانی در زمانی که ابراز برتری غرب در همه ابعاد ـ سیاسی ـ اجتماعی، مادی و فرهنگی، روابط شرق و غرب را ناهنجار کرده بود به غرب سفر نمود. به گفتهٔ وی، ارزش این سفرها تنها در آینده مشخص خواهد شد. زیرا تا آن روز هیچ‌کس با هدفی مانند او از ایران به آمریکا سفر نکرده بود، و اشاره نمود که شاید بتوان گفت سفر ما اولین سفر بسیار مهم شرقی‌ها به آمریکاست.

### اهمیت و محتوای سخنرانی‌ها در غرب
عبدالبهاء برای اولین بار آموزه‌های بهاءالله را در سخنرانی‌های عمومی خود در غرب به‌طور مدون و تنظیم شده، به نحوی که نشانهٔ تبلور نقش او در تبیین و تشریح رسمی آثار بهاءالله است، ارائه داد. متون سخنرانی‌های متنوع او همگی ریشه در آثار بهاءالله دارند. شوقی افندی در یکی از توقیعات اصلی فارسی خود می‌نویسد «تار و پود» نظم نوین جهانی بهاءالله را احکام کتاب اقدس، و اصول روحانی و اداری آئین بهائی که در الواح و سخنرانی‌های عبدالبهاء آمده‌است تشکیل می‌دهند. این اظهار نظر به خودی خود جایگاه ویژه این سخنرانی‌ها را در تشریح اصول دیانت بهائی نشان می‌دهد.
بعضی از اصول دیانت بهائی که عبدالبهاء در این سخنرانیها به تشریح آنها پرداخت عبارتند از:
1. بررسی مستقل حقیقت (تحری حقیقت، نقطه مقابل تقلید کورکورانه)
2. وحدت نوع بشر
3. دین باید سبب الفت و محبت شود، در غیر این صورت نبود دین بهتر است
4. دین و علم مکمل یکدیگر هستند
5. تعصبات مذهبی، نژادی، سیاسی و ناسیونالیستی مخرب جامعه بشری‌اند
6. برابری حقوق همه انسانها
7. توزیع عادلانه‌تر ثروت (تعدیل معیشت) به گونه‌ای که هیچ‌کس نیازمند نباشد
8. صلح جهانی از طریق تأسیس یک دادگاه بین‌المللی برای حل و فصل اختلافات
9. جدایی دین از سیاست
10. آموزش و پیشرفت زنان
11. آموزش فضایل روحانی و اخلاق معنوی برای تکمیل تمدن مادی

#### اولین سخنرانی در غرب
سخنرانی‌های رسمی عبدالبهاء در غرب، با دعوتِ اولین کنگره جهانی نژادها در ژوئیه ۱۹۱۱ در دانشگاه لندن آغاز شد. چون این کنگره دو هفته قبل از سفر او به غرب برگزار می‌شد، وی متن سخنرانی را از پیش ارسال داشت که ترجمه انگلیسی آن را وِلسلی تئودور پُل (به انگلیسی: Wellesley Tudor Pole) در کنفرانس خواند. نسخه کوتاه این ترجمه تحت عنوان «نامه عبدالبهاء به اولین کنگره صلح جهانی» در مجموعه مقالات کنگره منتشر شد.

#### اهمیت گفتارها
عبدالبهاء در کنیسه‌ها، کلیساها، و دانشگاه‌ها و سایر اماکن عمومی سخنرانی کرد. از رهبران افکار عمومی گرفته تا توده‌های مردم در جلساتش حاضر بودند. در کنیسه‌ها به اثبات حقیقت مسیح و دیانت اسلام، و در کلیساها به تحسین و تمجید محمد پرداخت. در مجامع سوسیالیست‌ها به تشریح قوانینی برای برقراری نظم و صلح در جهان سخن گفت و در جمع مادیّون به اثبات قدرت ماوراء طبیعی پرداخت. عبدالبهاء سخنان خود را بدون یادداشت قبلی و به گفتهٔ او پس از دیدار با شنوندگان و «بر اساس ظرفیت مردم و اقتضای زمان» ایراد می‌نمود.

#### سبک خطابه و گفتگو
عبدالبهاء برای رساندن پیام صلح و وحدت بهاءالله در غرب، فهرست و خلاصه ای از برجسته‌ترین آموزه‌ها و اصول دین بهائی را در اختیار مخاطبان قرار می‌داد. او با توجه به پیشینه و ترکیب شنوندگان، تعدادی از تعالیم بهائی را در سخنرانی‌هایش فهرست وار توضیح داده، و در همه موارد، صریحاً آن‌ها را جزئی از تعالیم بهاءالله می‌نامید و به این وسیله بر عمق و گستره دینی که پدرش بنا نهاده بود تأکید می‌کرد. در یکی از سخنرانی‌های خود، بیست و یک مورد از تعالیم بهاءالله را شرح داد. از این آموزه‌ها و اصول، برخی بیان حقیقت بودند و برخی دیگر آرمان‌هایی برای تحقق یافتن آن حقایق. شوقی افندی سیزده آموزه اصلی بهاءالله را که در این سفرها اعلام شده‌اند برمی‌شمارد و آنها را «عناصر اساسی سیاست الهی» می‌داند.

#### آمار سخنرانی‌ها
تعداد سخنرانی‌های عبدالبهاء در سفرهای او به غرب به بیش از ششصد عدد تخمین زده شده‌است. او هر روز یک و گاهی دو یا حتی سه خطابه ایراد می‌کرد. در واشینگتن دی سی، عبدالبهاء در اجتماعات بزرگِ یک یا دو هزار نفری تعالیم بهاءالله را تشریح می‌نمود. او در تلگرافی به شرق، اشاره به ملاقات با سه هزار نفر در یک روز کرده‌است. این سخنرانی‌ها بیشتر به زبان فارسی و تعدادی هم به زبان عربی بودند و همزمان با ترجمهٔ آنها به زبان انگلیسی ثبت می‌شدند. برخی مجموعه‌های چاپ شده فقط از روی ترجمه انگلیسی آنها تهیه شده و متنِ زبان اصلی یعنی فارسی یا عربی موجود نیست. در دیانت بهائی فقط متن مکتوب معتبر شمرده می‌شود. قبل از چاپ برخی سخنرانی‌ها، عبدالبهاء اصالت رونوشت آنها را تأیید کرد و از این رو به آنها منزلتی مشابه با الواح خود داد. در سال ۱۹۱۲، محمود زرقانی موفق شد متن بیانات عبدالبهاء را از سفر اول او به اروپا (۱۰ اوت تا ۱۵ دسامبر ۱۹۱۱) جمع‌آوری کند. عبدالبهاء رونوشت‌ها را بررسی کرد و انتشارشان را تصویب نمود. این مجموعه در سال ۱۹۲۱ در مصر به عنوان «جلد اول» خطابات عبدالبهاء منتشر شد. مجموعه‌های دیگر از خطابات عبدالبهاء در دهه‌های بعد به زبان‌های اصلی چاپ شدند. اصالت سنجی و ترجمه خطابات عبدالبهاء یک روند مداوم است. در سال‌های اخیر، ترجمه دوازده سخنرانی وی در وب‌سایت کتابخانه مرجع بهائی انتشار یافت. محمود زرقانی در شرح وقایع سفرهای عبدالبهاء علاوه بر خطابه‌های رسمی او اظهارات دیگر او در سفرهای ۱۹۱۲–۱۳ را نیز گنجانده‌است.

## ۱۹۱۳–۱۹۲۱: گسترش آفاق اندیشه: در باب صلح، تبلیغ، و فلسفه
پس از بازگشت از غرب به حیفا، عبدالبهاء در هفت سال پایانی عمرش به موضوع هائی پرداخت که پیامدهای جهانی و گسترده داشت. با آغاز جنگ جهانی اول، در انزوای ناشی از جنگ، بیاناتش در بزرگداشت صفات معنوی برخی از پیروان بهاءالله بود که با بررسی و تأیید او تبدیل به کتابی در سال ۱۹۱۵ شد. او سپس به تدبیر طرحی برای تبلیغ تعالیم بهاءالله پرداخت. به این منظور چهارده لوح بسیار مهم نوشت که بهائیان آن‌ها را از مهم‌ترین میراث او برای آیندگان می‌دانند. با نزدیکی به پایان جنگ، دو لوح در مورد الزامات صلح جهانی منتشر کرد. و در ماه‌های پایانی زندگی خود یکی از عمیق‌ترین آثار فلسفی خود را به رشته تحریر درآورد.

### ندای صلح جهانی (صوت السلام)
دو ماه پس از آغاز جنگ جهانی اول، عبدالبهاء، اندوهگین از جنگ، لوحی برای فراخوانی فوری و جهانی به صلح نوشت. او این لوح را برای انتشار در اول اکتبر ۱۹۱۴ به روزنامه تایمز لندن فرستاد. ترجمهٔ انگلیسی آن به همت مخاطب آن بئاتریس اُروین در شماره ۹ دسامبر ۱۹۱۴ مجله کریستیان کامُن وِلت (به انگلیسی: The Christian Commonwealth) منتشر شد. همان ترجمه انگلیسی در ۳۱ دسامبر نجم باختر، جلد ۶، شماره ۱۶، صص ۲۴۳–۲۴۵ به چاپ رسید این لوح معروف به «ندای صلح جهانی» (صوت السلام) حاوی آموزه‌ها و پندهای بهاءالله برای صلح عمومی و هشدارهایی نسبت به خطر جنگ می‌باشد. عبدالبهاء هشدارهای قبلی خود در غرب را از سال ۱۹۱۰ تا ۱۹۱۳، دوباره در این لوح آورده و به استقبال همگانی از صلح و اتحاد اصرار می‌ورزد. وی سپس از دولت‌ها، ملت‌ها، حکما، فیلسوفان غرب، بزرگان جهان و در نهایت از کل بشریت می‌خواهد که در مورد آثار فاجعه بار جنگ تأمل کنند و برای جلوگیری از طولانی شدن آن بکوشند. او این دعوت عمومی را با دعای پرشوری برای صلح به پایان می‌رساند.

### تذکِرة الوفا - در ترجمان حیات قدمای تاریخ بهائی
در نیمه دوم سال ۱۹۱۵، با قطع ارتباطات در بحبوحه جنگ، عبدالبهاء وقت آزاد یافت. در اجتماعات هفتگی بهائیان در خانه خود در حیفا، زندگی معنوی بیش از هفتاد مؤمن اولیه را در خاطرها زنده کرد. رونوشت این حکایت‌ها با تصویب عبدالبهاء با عنوان «تذکرة الوفا» (به معنی یادنامه وفاداران) در سال ۱۹۲۴ انتشار یافت. به گفته بنانی، تذکرة الوفا «در یک سنت ادبی فارسی با قدمت حدود ۹ قرن» قرار دارد. این کتاب طیف گسترده‌ای از بهائیان اولیه را در بر می‌گیرد، از کسانی که با نظافت، آشپزی، یا تهیه چای، خدمت می‌کردند، تا دانشمندان و هنرمندان، که همگی ویژگی‌های تقدیس، ثبات قدم و وفاداری را در خدمت مجسم می‌کنند. رویکرد عبدالبهاء در این اثر به دموکراتیزه کردن تقدس تعبیر شده‌است. او زیبایی را در سادگی دید، معنای تقدس را گسترش داد و قدرت دگرگون کننده بینش خود را آشکار ساخت.

### الواح لاهه
«هیئت مرکزی برای اجرای صلح دائمی» در لاهه، نامه‌هائی به عبدالبهاء نوشت و او دو لوح، یکی در ۱۷ دسامبر ۱۹۱۹ و یکی در اول ژوئیه ۱۹۲۰، در پاسخ برایشان ارسال داشت. این دو لوح شامل ایده‌های بهائی در مورد پیش‌نیازهای برقراری صلح جهانی می‌باشد. عبدالبهاء در آن‌ها، دستیابی به صلح بین‌المللی را در چارچوب نیاز به تغییرات سیاسی، اقتصادی و فرهنگی گسترده‌تر قرار داد و اظهار داشت که جامعه مللِ تازه تأسیس برای تحقق چنین هدف‌هائی با محدودیت‌های بسیاری مواجه است. لوح اول که بسیار مفصل‌تر بود و شوقی افندی آن را دارای «اهمیت تاریخی بیشمار» می‌دانست دو سال پس از نگارش به چاپ رسید، و لوح دوم سال‌ها بعد انتشار یافت.

### الواح فرامین تبلیغی (الواح نقشهٔ ملکوتی)
عبدالبهاء از ۲۶ مارس ۱۹۱۶ تا ۸ مارس ۱۹۱۷، متوالیاً چهارده لوح برای اشاعهٔ تعالیم بهائی در ایالات متحده و کانادا نوشت و بهائیان را تشویق به سفرهای تبلیغی در آنجا و جهان نمود. این الواح حاوی

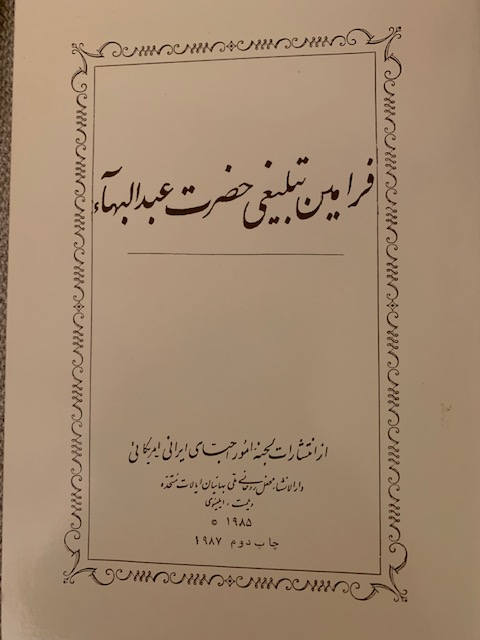
جلد کتاب فرامین تبلیغی عبدالبهاء

راه کارها و رهنمودهایی برای پرورش و کسب صفات روحانی لازمهٔ مبلغان بهائی می‌باشد. شوقی افندی این الواح را «فرمان» عبدالبهاء و «منشور عالی تبلیغ» نامید. این الواح اساس تمام برنامه‌های تبلیغی بعدی را که توسط شوقی افندی و بیت العدل اعظم ایجاد شد تشکیل می‌دهند.

### لوح عبدالبهاء خطاب به فورال
عبدالبهاء در اواخر عمر خود، در لوحی که آخرین اثر مهم فلسفی اوست به سؤالات حشره‌شناس و روان‌پزشک معروف سوئیسی، آگوست هِنری فورل (به انگلیسی: Auguste-Henri Forel) (متوفی ۱۹۳۱) در ۲۱ سپتامبر ۱۹۲۱ پاسخ داد. این لوح حامل توضیحاتی در ضرورت منطقی وجود ذهن در انسان به عنوان عامل یکپارچگی همه چیز در بدن، وجود «حقیقت اعظم» عامل اتحاد موجودات بیکران، و وابستگی قوای ذهن با روح انسان می‌باشد. چند سال بعد ترجمه انگلیسی این لوح توسط شوقی افندی منتشر شد.

## الواح یا مکاتیب عبدالبهاء
مکاتبه با افراد، گروه‌های مردم و مؤسسات - اعم از بهائی و غیر بهائی - بخش مهمی از نوشته‌های عبدالبهاء را تشکیل می‌دهد. شوقی افندی این آثار را الواح (مفرد: لوح) خوانده‌است. غیر از «الواح وصایا» که وصیتنامه و سند عهد اوست، عبدالبهاء در تواضع معمول خود این نوشته‌ها را مکاتیب (مفرد: مکتوب) به معنای نوشته، پیغام یا نامه نامیده‌است. تفاوت لوح و مناجات آنست که لوح مخاطب خاصی دارد. اما دعاها و مناجات‌ها جنبه عمومی تری دارند و طرف گفتگو پروردگار است.

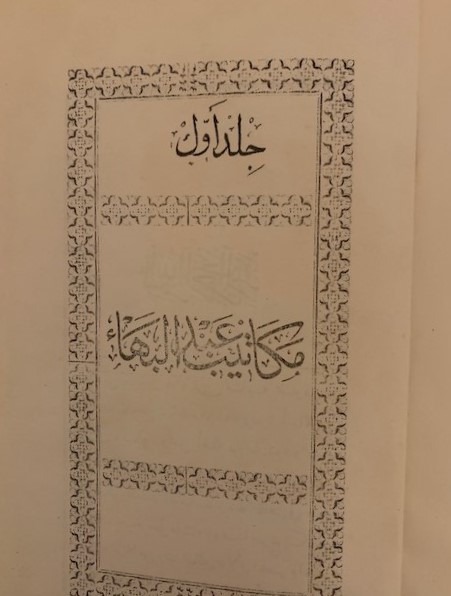
صفحهٔ اول جلد اول مکاتیب عبدالبهاء

الواح عبدالبهاء به افراد که شاید در تاریخ ادیان بی مثیل باشد، بزرگ‌ترین بخش نوشته‌های او را تشکیل می‌دهند. تعداد الواح موجود عبدالبهاء در سال ۱۹۸۳، بیست و هفت هزار تخمین زده شده‌است. اگرچه عبدالبهاء با تعداد روزافزونی از افراد مکاتبه می‌کرد ولی مکاتبات او بسیار انفرادی بودند و با نام افراد، مشاغل و علایق هر یک از آن‌ها هماهنگ هستند. بنانی این الواح را «شاهکارهای رساله ای عرفانی فارسی» می‌خواند و آنها را با صفاتی نظیر: بی تعارف در گفتار، خودمانی، گرم، با محبت، شوخ، بردبار و صفات بی شمار دیگر توصیف می‌نماید.
عبدالبهاء روزانه مشغول تحریر الواح یا دیکته آن‌ها بود. تسلط وی به سه زبان فارسی، عربی و ترکی چنان بود که اغلب هر سه زبان را باهم استفاده می‌نمود. به این ترتیب که در حال پذیرائی بازدیدکنندگان بهائی و غیر بهائی، درحین نوشتن یا دیکته کردن الواح به زبان عربی یا فارسی، با مهمانان به زبان ترکی صحبت می‌کرد. در سال ۱۹۰۴، طی روزهای پرتلاطم بازجویی‌های مقامات عثمانی، عبدالبهاء روزانه گاهی تا نود لوح تحریر می‌نمود. در این الواح، از نصایح و تشویق‌های شخصی گرفته تا تفسیر آیات یا سوره‌هایی از کتب مقدس ادیان، تا تبیین موضوعات فقهی یا فلسفی، تا رهنمود هائی بر رفتار مناسب بهائیان در زمان تحولات سیاسی، و مراحل مختلف تحقق آرمان آئین بهائی برای اتحاد و غیره دیده می‌شود. با وجود شخصی بودن الواح، کاربرد و نفوذ شان عمومی است. به دلیل اعتقاد بهائیان به مقام عبدالبهاء به عنوان مرجع دین و مُفسّر رسمی نوشته‌های بهاءالله، این الواح متون معتبر و بخشی از آثار مقدس بهائی محسوب می‌شوند. به عنوان مثال لوح هفت شمع که هفت مرحله برای ایجاد وحدت و اتحاد را برمی‌شمرد، لوحی است در پاسخ به نامهٔ جین وایت، همسر یک کشیش اسکاتلندی که در سال ۱۹۰۶ در عکا به دیدار او رفته بود.
مجموعه الواح فارسی و عربی عبدالبهاء در ۹ (نُه) جلد «مکاتیب عبدالبهاء» منتشر شده‌اند. این مجلدات در نقاط مختلف دنیا از جمله در مصر، ایران، آمریکا، بریتانیا، آلمان و نوع کوچکی در برزیل بین سال‌های ۱۹۱۰ و ۲۰۰۵ به چاپ رسیدند. ترجمه‌های اولیه انگلیسی برخی از الواح او در سه جلد در سال‌های ۱۹۰۹ تا ۱۹۱۶ در شیکاگو انتشار یافتند. چهل و پنج لوح منتشر شده در این سه جلد به‌طور جزئی یا کامل ترجمه شدند و ترجمه‌های اصلاح شده در «منتخباتی از آثار عبدالبهاء» در سال ۱۹۷۸ گنجانده شد. علاوه بر این، ترجمه‌های انگلیسی تصویب شدهٔ چندی از الواح او در وب‌سایت کتابخانه بهائی نیز یافت می‌شود.

## مناجات‌های عبدالبهاء
دسته دیگری از آثار عبدالبهاء که در تمام مراحل زندگی خود به نگارششان اشتغال داشت دعاهای اوست. این دعاها یا جداگانه نوشته شده‌اند، یا در داخل یا در انتهای خطابات و الواح او آمده‌اند. تعداد این دعاها که به زبانهای فارسی، عربی و ترکی نوشته شده‌اند به چند صد می‌رسد، و متون شان از چند جمله تا چندین صفحه‌اند. «زیارتنامه‌ها» که در محل دفن متوفی خوانده می‌شود، همه به زبان عربی است. کیفیت متمایز اصلی دعاهای او، مانند دعاهای بهاءالله، بیان مستمر و گسترده تجربهٔ روحانی انسان با استفاده از زبان شاعرانه است. دعاهای او تقریباً همیشه دارای سه بخش مشخص می‌باشند: ۱) مقدمه؛ شامل ستایش خداوند، ۲) متونی برای دستیابی به صفات خاص روحانی، و ۳) خاتمه؛ که مشمول ستایش و ذکر صفات پروردگار است.